# 阿贝尔星系团表

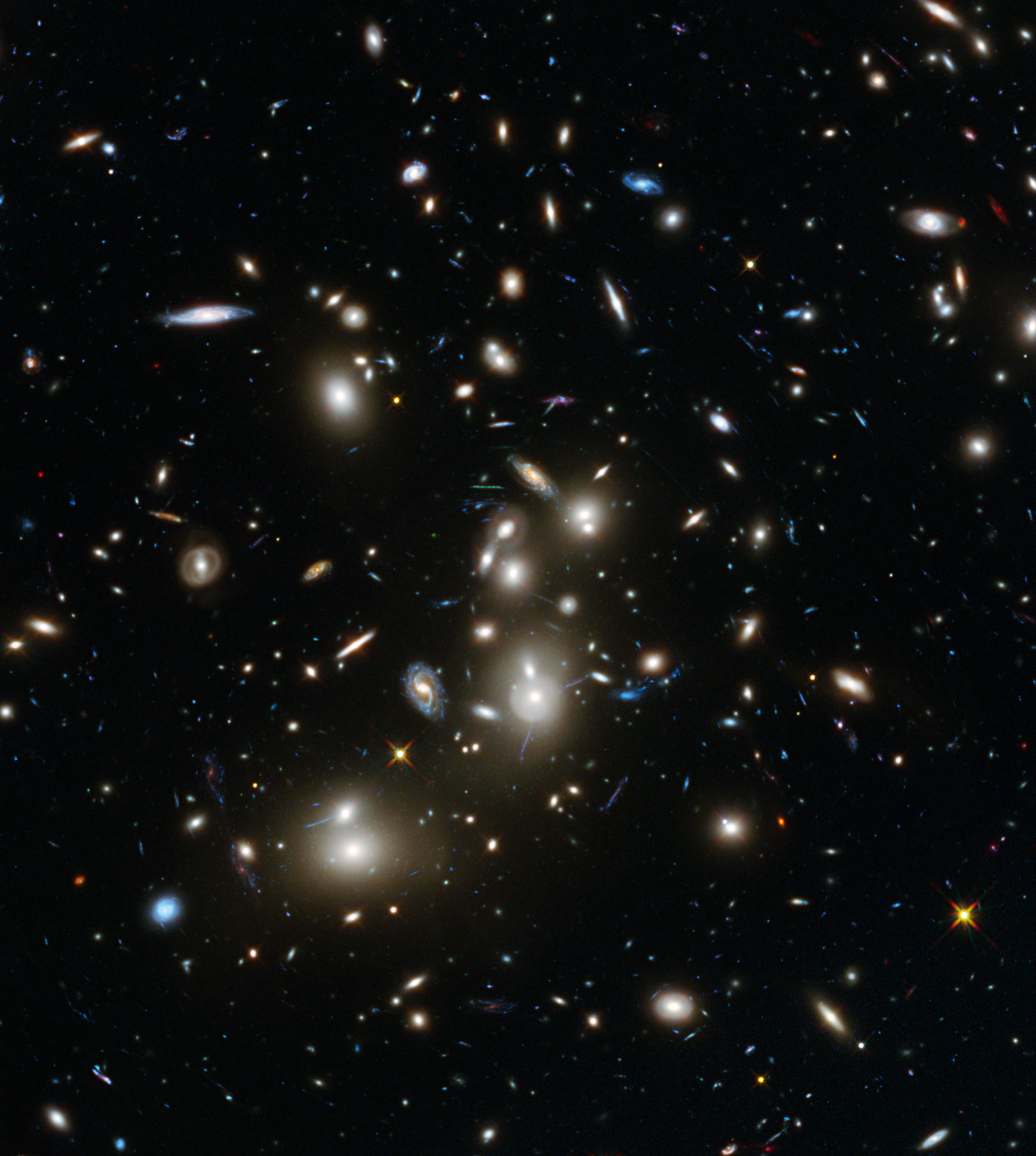
阿貝爾 2744 星系團 – 哈勃前沿領域計劃 (2014年1月7日).

阿貝爾星系團表（英語：Abell catalogue）是一個全天的星團表，包含4,073個紅移z<= 0.2的富星系群。這個目錄在1958年原本只是喬治·阿貝爾只有2,712個的「北天巡天目錄」，天文學家在1989年的「南半球巡天」後，進一步的將早期巡天疏漏部分補充修訂，增列了1,361個星系群。

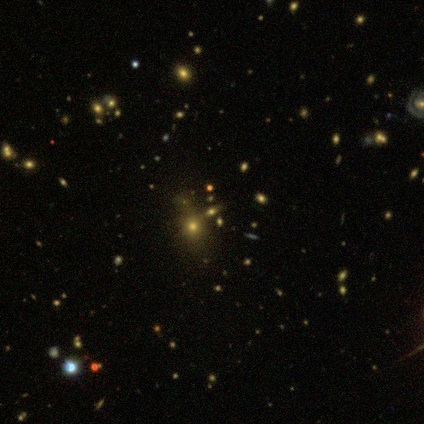
Abell 1132

## 北天巡天
原本的目錄中有2,612個富星系團，是喬治·阿貝爾（1927-83）在1958年發表的，然後他進入加州理工學院繼續研究。這個目錄成為阿貝爾的博士論文中的一部分，是通過目視檢查帕洛瑪巡天（POSS）的紅光103a-e乾片，而阿貝爾是主要觀察員之一。A. G.威爾遜，另一位主要觀察員，在這項巡天調查的初步階段協助阿貝爾檢查他們例行產生的乾片。在完成它們的巡天工作之後，阿貝爾再度取出這些乾片並進行更詳細的檢查。在這兩次的檢查中，他都使用一顆3.5倍的放大鏡頭。
要符合資格列入目錄中的星系團，必須滿足四個條件： 
- 豐富性：一個星系團至少要有50個星系的星等範圍在m3至m3+2之間（m3的意義是星系團中第三亮的星系）。為了確保建全的差額或是誤差，這條規則並沒有很嚴格的執行，最終的目錄中有許多成員數少於50的星系團（雖然這些被排除在阿貝爾伴隨著的統計研究中）。根據在一個星系團中給定的m3 m3+ 2的星系數量，阿貝爾簇分為六個不同“豐富性的群組，”（在整個目錄中，每個星系團的平均數量是64個）： 
  - 群組0：30–49個星系
  - 群組1：50–79個星系
  - 群組2：80–129個星系
  - 群組3：130–199個星系
  - 群組4：200–299個星系
  - 群組5：超過299個星系

- 密集性：星系團必須要有足夠的密集性，也就是要有50個或更多的星系分布在星系團核心的“計數半徑”內。這個半徑，現在被稱為“阿貝爾半徑”，可以定義為1.72/z弧分，此處的z是星系團的紅移，或是1.5h−1 Mpc，此處的h是一個無因次的參數，尺度通常在0.5至1之間，h = H0/100，而假設哈勃常數中的H0 = 100 km s−1 Mpc−1。當h = 0.75（如同H0 = 75 km s−1 Mpc−1），阿貝爾半徑是200萬秒差距。這個數值兩倍於阿貝爾在1958年所給予的，當時的'H'0被認為高達180 km s−1 Mpc−1。

- 距離：一個星系團應該有0.02至0.2的紅移（也就是退離速度在6,000至60,000km/s之間）。假設H0 = 180 km s−1 Mpc−1，這個數值相當於距離在3,300萬至33,000萬秒差距之間。但是以現今估計的H0（大約是71 km s−1 Mpc−1），阿貝爾的上限值和下限值分別是8,500萬和85,000萬秒差距。它已被證明在這個目錄中有許多的星系團是在更遙遠的距離上，有些遠到z = 0.4（大約是17億秒差距）。阿貝爾依據星系團中第10亮的星系，將星系團分為幾個距離性的群組：
  - 群組1：星等在13.3–14.0，
  - 群組2：星等在14.1–14.8，
  - 群組3：星等在14.9–15.6，
  - 群組4：星等在15.7–16.4，
  - 群組5：星等在16.5–17.2，
  - 群組6：星等在17.3–18.0，
  - 群組7：星等> 18.0。

- 銀緯：天空中靠近銀河附近的區域被排除在研究的範圍內，因為這些場所恆星密集，更別提星際遮蔽，因而很難找到星系團。像豐富性的標準，並未嚴格的運用，有幾簇在銀河平面附近的星系團被收錄在目錄內，只因為阿貝爾確信它們符合其它的準則。

在最初發布的目錄中，星系團是依照赤經遞增的順序排列。赤道坐標（赤經和赤緯）採用的是1855.00分點（波恩星表）和銀道坐標系的曆元是1900。
此外，每個星系團還列出下列的資料：
- 星系團的進動率
- 星系團中最明亮的10個星系成員的星等
- 星系團的距離
- 星系團群集的豐富性

## 南天巡天
1958年編輯的目錄涵蓋範圍僅限於赤緯-27度以北的天空。為了補正這個不足和其它的缺失，原始的目錄在後來修訂並輔以附加的目錄－"南天巡天"，添加了原始目錄中被忽略的南半球豐富的星系團。
南天巡天在阿貝爾原始的北天巡天目錄中增加了1,361個豐富群集的星系團。南天巡天（Southern Sky Survey，SSS）使用深IIIa-J乾版進行巡天調查。這些乾版在1970年代使用聯合王國在澳大利亞賽丁泉天文台的1.2米施密特望遠鏡拍攝。阿貝爾是於1976年在愛丁堡休假一年的時候開始這項巡天調查。他在那兒獲得愛丁堡大學Harold G Corwin的協助，繼續編撰這份目錄至1981年，在這段時間，他加入了德州大學奧斯丁分校的天文系。在大約完成一半的目錄巡天時，在1983年的一次專題討論中發表了目錄的臨時檔案，而在大約一個月後阿貝爾就過世了；目錄是由奧克拉荷馬大學的Ronald P Olowin於1989年完成和出版。
阿貝爾和Corwin工作用的原始乾版收藏在愛丁堡的皇家天文台，並以3X廣角鏡頭放大視覺掃描；Olowin使用高品質的底片拷貝，並配備7X的視覺放大和自動的數位背光。
阿貝爾北天巡天的標準被列入保留，像是阿貝爾的"豐度"和"距離"分類－只是現在的距離以紅移來表示，而不是一個巨量的值。如同之前，星系團至少包含30個明亮的星系，據估計這將會消除掉一些真正富裕群集的星系團（也就是至少50個明亮星系的群集）可能會被忽略掉。南天巡天保留了阿貝爾原先設計的目錄系統，數量從2713擴充至4076（目錄中有三個重複的條目：A3208 = A3207，A3833 = A3832，和A3897 = A2462。）。赤道坐標係採用1950.0和2000.0分點，然而銀河的坐標是依據1950年的赤道坐標計算的。
阿貝爾的原始目錄－修訂、更正和更新－包括在1989年的紙本，正如阿貝爾的補充，添加了來自南天巡天的1,174個星系團，但要加入主目錄中仍然不夠豐富或是距離太遙遠。

## 資料格式
阿貝爾星系團的使用的標準格式是：Abell X，此處從X=1至X=4076。例如Abell 1656。
替代的格式包括：ABCG 1656、AC 1656、ACO 1656、A 1656、和
A1656。阿貝爾本人較傾向於後者，但近年來ACO 1656已成為專業天文學家首選和斯特拉斯堡天文資料中心推薦的格式（參見SIMBAD）。

## 成員
阿貝爾的目錄中的成員包括一些能引起興趣的星系團：
- AS 0373：天爐座星系團
- A 426：英仙座星系團
- A 1367：獅子座星系團
- A 1656：后髮座星系團
- A 2151：武仙座星系團
- 阿貝爾 2744：潘朵拉星系團
- A 3526：半人馬座星系團

大約有10%的阿貝爾星系團紅移z < 0.1並且不是正豐富的群集，而是稀疏分組的疊加。有趣的是最大和最豐富的室女座星系團，因為它覆蓋的面積太大，只出現在單一的攝影乾版上，而被從阿貝爾目錄中剔除。